# Los Altos (állam)
Los Altos ("Hegyvidék" spanyolul) Közép-Amerika rövid fennállású állama volt, amely hatodikként csatlakozott az 1840-ben felbomlott Közép-Amerikai Szövetségi Köztársasághoz. A mai Guatemala és részben a ma Mexikóhoz tartozó Chiapas területét birtokolta, fővárosa Quetzaltenango volt.
Az állam Guatemala város és Quetzaltenango között feszülő politikai ellentét és feszültség eredményeképpen jött létre. Az elszakadásról szóló tárgyalások kevéssel azután kezdődtek, hogy 1821-ben Közép-Amerika függetlenné vált Spanyolországtól.
Los Altos függetlenségét Guatemalától hivatalosan 1838. február 2-án nyilvánították ki. A szövetségi kormány elfogadta az új államot hatodik tagjaként és az ország képviselői június 5-től vettek részt a szövetségi kongresszusokon.
Amint az államszövetség polgárháborúba keveredett, Los Altos független államként nem kívánt a háborúban részt venni. Így Quetzaltenango és Los Altos területének nagy része katonai erővel került vissza a Rafael Carrera vezette Guatemalához 1840-ben. 1840. április 2-án Carrera parancsára kivégezték Los Altos foglyul ejtett kormányhivatalnokait. A polgárháborús helyzetet kihasználva a mai Chiapas keleti területeit Mexikó foglalta el.
1844-ben, 1848-ban és 1849-ben Carrera elleni sikertelen felkelések alkalmával Los Altos rövid időszakokra még visszanyerhette függetlenségét.
Quetzaltenango környékére ma is használják nem hivatalosan a Los Altos megnevezést Guatemalában, és Mexikóban a volt állam területeinek megnevezése "Los Altos de Chiapas".